# イサト酸無水物
イサト酸無水物（イサトさんむすいぶつ、Isatoic anhydride）は、化学式がC8H5NO3の複素環式化合物である。
ベンズイソオキサゾールまたはアントラニル酸にクロロギ酸エチルを反応させるか、アントラニル酸ナトリウムにホスゲンを反応させることによって得られる。エタノールまたは酢酸で再結晶させると柱状晶、アセトンで再結晶させると板状晶となる。230 - 253℃で分解し、明確な融点を示さない。アセトンには溶けるが、アルコールには溶けにくい。ベンゼン、クロロホルム、エーテルには溶けない。
塩基と反応すると塩を形成し、二酸化炭素を通すと原料を再生する。また、塩基を過剰量用いるとイサト酸塩が得られる。これに酸を加えるとイサト酸とならずにアントラニル酸と二酸化炭素に分解する。